# Álvaro Velho
Álvaro Velho (século XV-XVI) terá nascido no Barreiro. Foi cronista e participou como marinheiro ou soldado na expedição de descoberta do caminho marítimo para a Índia comandada por Vasco da Gama em 1497. Poderá ter sido o autor do Roteiro da primeira viagem de Vasco da Gama à Índia anónimo, principal testemunho presencial dos acontecimentos conhecido. O outro autor presumível é o escrivão João de Sá. O diário de bordo, ou Roteiro da Índia, chegou até nós incompleto, desconhecendo-se o manuscrito original. Uma cópia encontra-se na Biblioteca Pública Municipal do Porto.

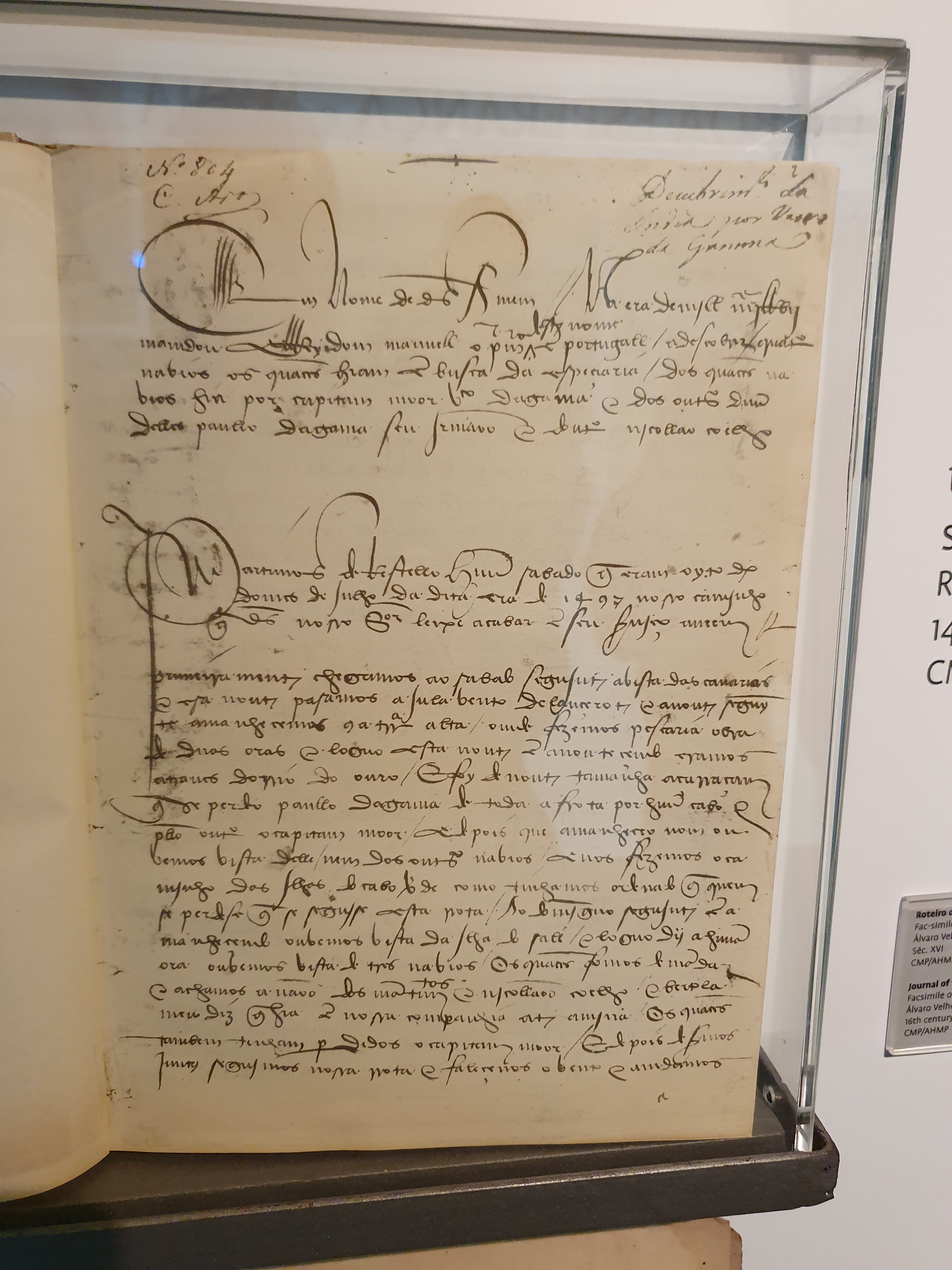
Roteiro da Viagem de Vasco da Gama à Índia (cópia da primeira página, em vitrine na Casa do Infante, no Porto)

Foi publicado no Porto em 1838, com o nome "Roteiro da Viagem que em Descobrimento da Índia pelo Cabo da Boa Esperança fez D. Vasco da Gama em 1497".
Em 2013 este documento foi inscrito pela UNESCO na lista do património Memória do Mundo.
Após esta viagem, Álvaro Velho terá passado oito anos na Guiné (1499-1507).
Actualmente dá o nome a uma escola situada no Lavradio, e a uma rua situada no Barreiro.